# Estadio Nacional Chelato Uclés
Estadio Nacional José de la Paz Herrera „Chelato” Uclés to wielofunkcyjny stadion w Tegucigalpie w Hondurasie. Jest aktualnie używany głównie dla meczów piłki nożnej, a także posiada udogodnienia dla lekkoatletyki. Jest domową areną klubów piłkarskich Olimpia Tegucigalpa i Motagua Tegucigalpa. Również jest Stadionem Narodowym dla Reprezentacji Hondurasu w piłce nożnej. Stadion ma pojemność 35 000 osób. Został otwarty 15 marca 1948. 